# Atentados de Hyde Park y Regents Park
Los atentados de Hyde Park y Regent's Park tuvieron lugar el 20 de julio de 1982 en Londres, Inglaterra. Miembros del Ejército Republicano Irlandés (IRA) detonaron dos bombas al paso de varias unidades militares en los parques.
Los ataques mataron a 11 soldados, 4 del regimiento Blues and Royals en Hyde Park y 7 del Royal Green Jackets en Regent's Parks, además de 7 caballos del Blues and Royals.

## Atentados

### Atentado deHyde Park
A las 10:40 de la mañana, una bomba con metralla explotó en el maletero de un Morris Marina azul estacionado en South Carriage Drive en Hyde Park. La bomba contenía 11 kg de gelignita y 14 kg de clavos. Explotó cuando pasaban los soldados de la Guardia Montada Real, el regimiento oficial de protección de la reina Isabel II. Participaban en su marcha diaria del cambio de guardia desde sus cuarteles en Knightsbridge hasta el Horse Guards Parade. Tres soldados de los Blues & Royals murieron inmediatamente, y otro, su abanderado, murió a causa de sus heridas tres días después. Los demás soldados de la marcha resultaron gravemente heridos y varios civiles resultaron heridos. Siete de los caballos del regimiento también murieron o tuvieron que ser sacrificados debido a sus heridas. Los expertos en explosivos creen que la bomba de Hyde Park fue activada de forma remota por un miembro del IRA dentro del parque.

### Atentado deRegent's Park
El segundo ataque ocurrió alrededor de las 12:55 de la tarde cuando una bomba explotó debajo de un quiosco de música en Regent's Park. Treinta músicos militares del regimiento Royal Green Jackets estaban en el estrado interpretando música ante una multitud de 120 personas. Seis de los músicos murieron de inmediato y el resto resultaron heridos; un séptimo murió a causa de sus heridas el 1 de agosto. También resultaron heridos al menos ocho civiles. La bomba había estado escondida debajo del soporte desde algún tiempo antes y había sido activada por un temporizador. A diferencia de la bomba de Hyde Park, no contenía clavos y parecía estar diseñada para causar un daño mínimo a los transeúntes.

## Reacciones
La primera ministra británica Margaret Thatcher declaró: "Estos crímenes insensibles y cobardes han sido cometidos por hombres malvados y brutales que no saben nada de democracia. No descansaremos hasta que sean llevados ante la justicia".